# Elacatis intricatus
Elacatis intricatus is een keversoort uit de familie platsnuitkevers (Salpingidae). De wetenschappelijke naam van de soort werd in 1888 gepubliceerd door George Charles Champion.